# Tron - La serie
Tron - La serie (Tron: Uprising), nota anche come Tron - La rivolta, è una serie animata di fantascienza prodotta dalla Disney, tratta dal film Tron: Legacy e dall'omonimo franchise. Il primo episodio è andato in onda negli Stati Uniti su Disney Channel il 18 maggio 2012. Dal secondo episodio la serie è andata in onda su Disney XD dal 7 giugno 2012 al 28 gennaio 2013. La serie è suddivisa in 19 episodi (1 episodio di preludio e 18 episodi regolari) e gli eventi si svolgono prima di quelli narrati nel film Tron: Legacy.

## Trama
Beck è un giovane programma che lavora nell'officina di Able riparando veicoli. Si sente oppresso dall'arrivo del malvagio e tirannico Generale Tesler e dal potere di CLU ad Argon City, la sua città informatica. Dopo che il suo amico Bodhi viene cancellato dai soldati di Tesler davanti ai suoi occhi e grazie all'invenzione dell'amico. il "Ricodificatore" (un apparecchio che serve a visualizzare il codice di qualsiasi cosa si voglia e modificarlo a piacimento) si presenta a Tesler e agli altri programmi come il leggendario ma oramai scomparso programma Tron.
Beck viene così avvicinato dallo stesso Tron, gravemente ferito dopo lo scontro con CLU per salvare Flynn, camuffato da Guardia Nera, che lo conduce nel suo rifugio segreto e che, dopo un piccolo test per vedere quanto sia disposto ad andare in fondo, lo sceglie come suo successore, diventandone il maestro. Tron scambia metà del suo disco con Beck, in modo che quest'ultimo possa indossare l'armatura di Tron, e quest'ultimo diviene così "Il Ribelle" (in inglese Renegade).

## Episodi
| Stagione       | Episodi | Prima TV USA | Prima TV Italia / Pubblicazione in italiano |
| -------------- | ------- | ------------ | ------------------------------------------- |
| Prima stagione | 19      | 2012-2013    | 2012 (interrotta) e 2020 (completa)         |

## Personaggi

### Principali
- Beck il "Ribelle" ("Renegade"): il protagonista della serie. Beck è un giovane programma che guida una rivoluzione contro Clu. Viene allenato da Tron come suo successore in segreto per sconfiggere Tesler. Beck viene definito dagli altri programmi come "Tron" e/o il "Ribelle". Lavora come meccanico nell'officina di Able.
- Tron: il protettore originale della Rete. Leggendario programma creduto cancellato da CLU. Tuttavia, Tron sopravvisse a quella battaglia con gravi ferite. Tron ora incapace di difendere la Rete a causa delle cicatrici, cerca un nuovo protettore e trova Beck, e così lo addestra. Prima di trovare Beck aveva controllato tutto il sistema per trovare il prossimo Guardiano della Rete. Nell'episodio in due parti Cicatrici si scopre che Dyson gli ha anche sfregiato la parte sinistra del viso. In seguito viene completamente guarito nell'episodio Finale.
- Mara: la protagonista femminile della serie. Mara è la migliore amica e collega di lavoro di Beck, Zed e Bodhi. Salvata all'inizio della serie da Beck, incomincia ad ammirare moltissimo il "Ribelle" (devota al ritorno di Tron) cercando anche, quando può, di ringraziarlo per il suo intervento. Cerca spesso di supportandolo apertamente e mettendo in discussione le notizie ufficiali che lo dipingono come un terrorista.
- Zed: amico e collega di Beck, Mara e Bohdi. A causa del suo interesse romantico di vecchia data per Mara, Zed diventa geloso del suo supporto fanatico nei confronti del "Ribelle" e si oppone alle azioni estreme che vengono intraprese contro il regime stabilito. Beck spesso peggiora le cose sfruttando Zed mentre agisce come il "Ribelle", rafforzando i sentimenti di odio verso il "Ribelle" di Zed.
- Generale Tesler: l'antagonista principale della serie. È uno spietato e tirannico dittatore ai diretti comandi di CLU e, a differenza degli altri programmi, combatte con delle "mani" di energia allungabili a piacimento semi-indistruttibili. Tesler era stato inizialmente incaricato di eliminare le voci sulla sopravvivenza di Tron e di sopprimere le notizie sul ritorno di Tron. Raramente partecipa direttamente all'azione, ma quando lo fa si è dimostrato un abile combattente e tattico.
- Paige: comandante di campo di Tesler, un giovane programma, abile come pilota e la prima che ha affrontato Beck in duello quando quest'ultimo era per la prima volta nei panni di Tron. È meno antagonista di Tesler e si interessa al nuovo Tron. Inizialmente un programma medico, Paige si offrì volontaria per essere riformattata come soldato dopo essere sopravvissuta a quello che credeva essere un attacco ISO, ignara del fatto che le uccisioni a cui aveva assistito fossero state commesse sotto gli ordini di Tesler.
- Pavel: il secondo in comando di Tesler. Sebbene Pavel sia stato con Tesler molto più a lungo di Paige, le sue tendenze sadiche e la mancanza di raffinatezza, spesso portano Paige a ricevere doveri che richiedono un'immagine pubblica più positiva. Ciò ha portato la lealtà di Pavel a Tesler ad essere allungata, oltre a danneggiare il suo rapporto di lavoro con Paige.
- Able: proprietario dell'officina (la migliore di Argon City) in cui lavorano Beck, Mara, Zed e Bohdi. È uno dei primi programmi programmati da Flynn. Able è pienamente consapevole che Tron è ancora vivo ed è uno dei primi a scoprire la doppia vita di Beck. Pur non supportando apertamente Beck, Able spesso gli permette di liberarsi dai suoi doveri regolari e copre le assenze di Beck dal lavoro. In Senza limiti, viene ucciso da Cyrus, quando viene riattivata la bomba che ha tolto da Mara e Zed.
- La Rete: l'impostazione principale dell'universo di Tron.

### Ricorrenti e comparse
- Kevin Flynn: Creatore di CLU e di tutti i programmi. È anche lo sviluppatore della Rete ed è l'unico essere umano che sa come entrarvi. Dopo aver programmato CLU per gestire la Rete come avrebbe fatto lui viene tradito da questo e salvato da Tron.
- Quorra: l'ultima ISO sopravvissuta.[6]
- Clu 2.0: in origine programmato come intermezzo tra Kevin Flynn (creatore della Rete originale e della versione aggiornata dell'originale Clu) e la Rete, dopo un po' si ribella al suo creatore, cercando anche di cancellarlo e assume il potere sulla Rete Ha le sembianze di Flynn ma a differenza di quest'ultimo, indossa una Tuta di Luce con circuiti arancioni. È un programma spietato, tirannico e delirante, ed è il colpevole della "Purga" e quindi della quasi estinzione delle ISO.
- Bohdi: collega di Mara, Zed e del suo migliore amico Beck; col quale condivide una sana e sportiva competitività. Viene cancellato davanti agli occhi dei propri amici in una discussione con un soldato di Tesler. È l'inventore del "Ricodificatore", un apparecchio che se collegato a qualcosa fa vedere tutti i suoi componenti e li rende pienamente alterabili.
- Dyson: un ex amico divenuto nemico di Tron. Dyson ha tradito Tron e si è unito all'esercito di Clu 2.0.
- Bartik: un programma che si è unito a una task force formata da Paige per dare la caccia al Ribelle. Lui e il suo amico Hopper vengono mostrati in alcune scene mentre prendono Zed e alcuni lavoratori. In Finale, lui e Hopper in seguito decisero di cambiare fazione e proteggere il Ribelle dopo aver visto gli operai che si alzano in piedi contro Pavel.
- Hopper: un programma che si è unito a una task force formata da Paige per dare la caccia al Ribelle. È amico di Bartok, come Bartok, a volte sceglie Zed e alcuni dei lavoratori. In Finale, lui e Bartik in seguito decisero di cambiare fazione e proteggere il Ribelledopo aver visto gli operai che si alzano in piedi contro Pavel.
- Cyrus: è il primo Ribelle di Tron. Dopo che Tron fu sconfitto da Dyson, Cyrus intervenneper salvare Tron. Cirus divenne quindi il primo "Ribelle" prima di Beck. Tuttavia, credeva che per liberare la Rete dovesse distruggerla. Tron, sconvolto dal fatto che Cyrus avesse visto le cose diversamente, imprigionò Cyrus in una crepa nella Rete, fornita da Able. Cyrus quindi incontra Beck e spiega che è stato il primo Ribelle. Cyrus usa Beck, insieme a se stesso, come carica della batteria per "liberare" in tal modo i programmi oppressi da Clu. Uscì dallo spazio compresso, ma ricadde quando Beck si liberò. Tuttavia, Cyrus riuscì a fuggire, e causò il caos sotto l'identità del Ribelle, incolpando i suoi crimini su Beck.
- Perl: un membro femminile di una banda criminale che attira Zed nel portarla nel garage di Able, dove ha rubato il light-cycle leggero ENCOM 786. In seguito fu arrestata da Paige.
- Keller: una scienziata inizialmente impiegata da Tesler per lavare il cervello ai programmi di Argon City per obbedire a Clu. Quando assiste alla brutalità del regime di Tesler e il suo dispositivo per il lavaggio del cervello viene distrutto dal Ribelle, fugge dalla città, inseguita da Beck e Paige.
- Cluter: un veterano delle guerre dell'algoritmo isomorfo (ISO). Ha combattuto per le ISO e indossava una fascia da braccio come segno del suo passato. Cutler andò ad Argon City dopo aver sentito parlare del "Ribelle". Ritorna in Finale, dove viene rivelato che è stato catturato e riprogrammato da Clu.
- Link: un personaggio minore che appare spesso di sottofondo nei principali eventi chiave. È un meccanico che lavora nel garage di Able e amico di Beck e Mara. È tranquillo e piuttosto goffo, causa incidenti e irritazioni nel suo posto di lavoro. Viene spesso ignorato dai suoi coetanei e gli vengono affidati compiti umili con sua grande frustrazione. Una volta fu avvicinato da Pavel, che lo manipolò facilmente per testimoniare falsamente l'identità del "Ribelle" in cambio di un veicolo. Nonostante ciò, ha mostrato ammirazione per il "Riblle, ed è visto tra i ribelli nell'episodio finale.
- Gorn: un tecnico che opera a Purgos, il ghetto di Argon City. È specializzata nella cancellazione o modifica di memorie di vari programmi e spesso viene incaricata da Pavel di organizzare un complotto. Alla fine, viene mutilata e resa muta cosicché non possa parlare dei piani di Pavel.

## Doppiatori
| Personaggio       | Doppiatore originale | Doppiatore italiano  |
| ----------------- | -------------------- | -------------------- |
| Beck il "Ribelle" | Elijah Wood          | Davide Perino        |
| Tron              | Bruce Boxleitner     | Luca Biagini         |
| Mara              | Mandy Moore          | Domitilla D'Amico    |
| Zed               | Paul Reubens         | Stefano Crescentini  |
| Generale Tesler   | Lance Henriksen      | Ennio Coltorti       |
| Paige             | Emmanuelle Chriqui   | Ilaria Latini        |
| Pavel             | Paul Reubens         | Fabrizio Vidale      |
| Able              | Reginald VelJohnson  | Franco Zucca         |
| Voce della Rete   | Tricia Helfer        | Francesca Fiorentini |
| Kevin Flynn       | Fred Tatasciore      | Rodolfo Bianchi      |
| Quorra            | Olivia Wilde         | Laura Lenghi         |
| Clu 2.0           | Fred Tatasciore      | Rodolfo Bianchi      |
| Dyson             | John Glover          | Massimo Lodolo       |
| Bartik            | Donald Faison        | N.D.                 |
| Hopper            | Paul Scheer          | N.D.                 |
| Cyrus             | Aaron Paul           | N.D.                 |
| Perl              | Kate Mara            | N.D.                 |
| Keller            | Marcia Gay Harden    | N.D.                 |
| Cutler            | Lance Reddick        | N.D.                 |
| Link              | David Arquette       | N.D.                 |
| Gorn              | Kathryn Hunter       | N.D.                 |

## Produzione

### Progettazione
La serie presenta uno stile d'animazione che mescola l'animazione 2D e l'animazione in CGI. L'aspetto della serie è stato ispirato da Star Wars: The Clone Wars, ThunderCats e Æon Flux.
Il regista Charlie Bean ha spiegato "l'idea era quella di creare uno stile distinto per la serie in CG non visto altrove, in televisione o al cinema." Ha lavorato a stretto contatto con il direttore artistico Alberto Mielgo, il character designer Robert Valley (artista di animazione per i video musicali dei Gorillaz) e il capo progettista di veicoli Daniel Simon, che in precedenza era responsabile di molti progetti dei veicoli nel film Tron: Legacy, inclusi i Light Cycle. Mielgo ha vinto il Primetime Emmy Award per la sua direzione artistica nel 2013.

### Casting
Nel dicembre 2010 è stato annunciato che Elijah Wood, Bruce Boxleitner, Lance Henriksen, Emmanuelle Chriqui, Mandy Moore, Paul Reubens, Nate Corddry e Reginald VelJohnson avrebbero doppiato personaggi di una serie televisiva basata sul franchise di Tron, intitolata Tron - La serie.

## Colonna sonora
La colonna sonora del film è stata composta da Joseph Trapanese, che aveva precedentemente arrangiato la colonna sonora dei Daft Punk per Tron: Legacy. La colonna sonora è stata distribuita in download digitale e in formato fisico in CD dalla Walt Disney Record l'8 gennaio 2013.

## Promozione
Un trailer della serie, con la voce fuori campo di Bruce Boxleitner, è stato pubblicato online a maggio 2012. Un'anteprima della serie è stata inserita nei DVD e nei Blu-ray di Tron: Legacy. Disney XD ha presentato dei modelli di personaggi in CGI, concept art e il trailer originale incluso nell'Home video (DVD e Blu-ray) di Tron: Legacy al Comic Con di San Diego 2011. Disney ha pubblicato il primo episodio pre-stagione il 18 maggio 2012, in cui l'intero episodio di 31 minuti è stato presentato su Disney XD on Demand, YouTube, Facebook, iTunes una settimana prima. L'episodio di preludio è stato trasmesso solo su Disney Channel e in origine era una miniserie in 10 parti.

## Cancellazione
Il 14 gennaio 2013 il produttore Edward Kitsis ha risposto alle voci sulla cancellazione affermando: "Non so quale sia il futuro [di Tron - La serie] ora. So che al momento posso dire che abbiamo bisogno di più spettatori". Disney XD ha spostato la serie nel palinsesto al lunedì mattina alle 12:00 AM orientali, fino a quando gli episodi della prima stagione non sono stati trasmessi il 28 gennaio 2013. Dopo che l'ultimo episodio della prima stagione è andato in onda, non sono stati più prodotti episodi di Tron - La serie.

## Distribuzione
L'episodio di preludio è stato trasmesso negli Stati Uniti solo su Disney Channel e in origine era una miniserie in 10 parti. I successivi episodi sono andati in onda negli Stati Uniti dal 7 giugno 2012 su Disney XD al 28 gennaio 2013.
In Italia la serie è andata in onda a partire dal 24 dicembre 2012 su Disney XD. In seguito, la serie viene rimossa dal canale italiano per i bassi ascolti.

### Netflix
Il 9 maggio 2013 è stato annunciato che la Disney aveva raggiunto un accordo con Netflix in cui Tron - La serie sarebbe apparso sul servizio di streaming, tuttavia è stato rimosso un anno dopo. In Italia non è mai stato reso disponibile.

### Disney+
La serie è stata pubblicata il 12 novembre 2019 (ad esclusione del primo episodio) negli Stati Uniti su Disney+, il cui doppiaggio italiano era presente negli episodi dal 2 a 9 e dal 13 al 19. A giugno 2020 sempre sul catalogo americano di Disney+ è stato pubblicato il primo episodio anch'esso disponibile in lingua italiana, il doppiaggio in italiano dell'episodio 10 è stato reso disponibile ai primi di ottobre 2020. E per finire il doppiaggio in italiano degli episodi 11 e 12 è stato reso disponibile il 16 ottobre 2020 (ma il titolo è rimasto quello originale).
La serie doveva essere pubblicata sul catalogo italiano di Disney+ il 30 ottobre 2020, ma per motivi sconosciuti non è stata pubblicata.

## Accoglienza
L'anteprima della serie ha ottenuto recensioni per lo più positive. Attualmente detiene anche una valutazione di 8,7, basata su 249 voti su TV.com. Beck: L'inizio è stato valutato positivamente, con IGN classificato 8 su 10.

## Riconoscimenti
- 2013 – Annie Award[19]
  - Candidatura alla migliore produzione speciale animata per l'episodio Beck: L'inizio
  - Miglior Character Design in una produzione televisiva a Robert Valley per l'episodio: Ribelle (prima parte)
  - Miglior scenografia in una produzione televisiva ad Alberto Mielgo per l'episodio: Lo straniero
  - Candidatura al migliore storyboard in una produzione televisiva a Kalvin Lee e Robert Valley per l'episodio: La ricompensa
- 2013 – Primetime Emmy Awards[9]
  - Miglior risultato individuale nell'animazione - Art Direction ad Alberto Mielgo